# Huang Xiaomin
Huang Xiaomin, född 6 april 1970, är en kinesisk före detta simmare.
Hon blev olympisk silvermedaljör på 200 meter bröstsim vid sommarspelen 1988 i Seoul.